# Дармсала
Дармсала (гінді धर्मशाला IAST Dharmaśālā locally [d̪ʱərmʃaːlaː], тиб. དྷ་རམ་ས་ལ་) — місто в Індії, у штаті Хімачал-Прадеш, адміністративний центр району Кангра.

## Географія
Дармсала розташоване у долині Кангра. У нижній частині долини розташовуються плантації рису, пшениці, чаю. На схилах ростуть ліси сосни та гімалайського кедра.

### Клімат
Місто знаходиться у зоні, котра характеризується вологим субтропічним кліматом. Найтепліший місяць — червень із середньою температурою 26.5 °C (79.7 °F). Найхолодніший місяць — січень, із середньою температурою 10.4 °С (50.7 °F).
| Клімат Дармсали         | Клімат Дармсали | Клімат Дармсали | Клімат Дармсали | Клімат Дармсали | Клімат Дармсали | Клімат Дармсали | Клімат Дармсали | Клімат Дармсали | Клімат Дармсали | Клімат Дармсали | Клімат Дармсали | Клімат Дармсали | Клімат Дармсали |
| Показник                | Січ.            | Лют.            | Бер.            | Квіт.           | Трав.           | Черв.           | Лип.            | Серп.           | Вер.            | Жовт.           | Лист.           | Груд.           | Рік             |
| Середній максимум, °C   | 14,8            | 16,7            | 21              | 26,1            | 30,3            | 31,4            | 27,3            | 26,4            | 26,4            | 24,9            | 20,9            | 16,9            | 23,6            |
| Середня температура, °C | 10,4            | 12,1            | 16,2            | 21              | 25,1            | 26,5            | 24              | 23,3            | 22,5            | 20              | 15,8            | 12,2            | 19,1            |
| Середній мінімум, °C    | 5,9             | 7,5             | 11,4            | 15,9            | 19,8            | 21,6            | 20,6            | 20,2            | 18,6            | 15              | 10,6            | 7,4             | 14,5            |
| Норма опадів, мм        | 119.7           | 108.2           | 241.7           | 58.3            | 64.2            | 222.7           | 876.9           | 864.6           | 375.8           | 55.8            | 20.8            | 54.9            | 3063.6          |
| ----------------------- | --------------- | --------------- | --------------- | --------------- | --------------- | --------------- | --------------- | --------------- | --------------- | --------------- | --------------- | --------------- | --------------- |
| Джерело: Weatherbase    |                 |                 |                 |                 |                 |                 |                 |                 |                 |                 |                 |                 |                 |

## Історія
Історія Дармсали була пов'язана з індуїзмом та буддизмом з давніх часів.
У XVIII столітті тибетські переселенці будували тут численні монастирі, проте вважається, що монастирі поступилися місцем традиційним індуїстським будівлям. Майже все місцеве населення (Гадди) — індуїсти. Переважно поширений культ Шиви та Дурґи.
1848 року цей район було анексовано Великою Британією, а через рік у місті розташувався військовий гарнізон. 1852 року Дармсала стало адміністративною столицею району Кангра та популярної серед британців гірською станцією.
Під час сильного землетрусу 1905 року, у якому загинуло близько 20 тисяч осіб, місто було практично знищено, так само як і розташоване поруч місто Кангра. Після цього урядові установи переїхали до міста Шімла, яке не перебуває на лінії тектонічного розламу тому менше сейсмонебезпечне. У Дармсалі і зараз нерідко стаються слабкі землетруси.
1959 року Далай-лама XIV покинув Тибет, а 1960 року прийняв пропозицію прем'єр-міністра Індії Джавахарлала Неру використовувати це місце для роботи тибетського уряду у вигнанні. Тут же стала проводити сесії Асамблея тибетських народних депутатів — тибетський законодавчий орган.
З того часу багато тибетських біженців (наприклад, тут жила Ані Пачен) оселилися у місті. Більшість з них живе у Верхній Дармсалі (Маклеод-Ганджа), де вони заснували монастирі, храми, школи. Місто іноді називають «Маленькою Лхасою», воно також стало туристичним та комерційним центром.
З 2002 року у Дармсалі проводиться конкурс «Міс Тибет».

## Загальна інформація про місто
За результатами перепису населення 2001 населення Дармсали становило 19 034. Чоловіків — 55 %, жінок — 45 %. рівень грамотності — 77 %, що вище загальнонаціонального рівня грамотності 59,5 %. У Дармсалі грамотність серед чоловіків — 80 %, серед жінок — 73 %, 9 % населення молодше 6 років.
У місті живе близько 5000 тибетських біженців.
Місто поділено на дві чітко виражені частини: Нижня Дармсала (діловий та адміністративний центр) та Верхня Дармсала (Маклеод-Гандж). Маклеод-Гандж розташоване за 9 кілометрів по дорозі та на 460 метрів вище. Селище Багсу також багатьма сприймається як частина Верхньої Дармсали. У Маклеод-Ганджа розташована резиденція Далай-лами.

## Транспорт
Найближчий аеропорт знаходиться за 20 км від Дармсали, біля міста Кангра. Більшість туристів приїжджають та виїжджають на автобусах або залізницею.
З Делі щодня ходять туристичні автобуси. Відбуття — приблизно о 19 годині вечора. Прибуття до Маклеоду — приблизно о 6-7 годин ранку.
За 3,5 години їзди автомобілем від Дармсали розташоване залізнична станція Чокі-Банк.

## Пам'ятки
- Резиденція Далай-лами XIV.
- Монастир Цуглаканг поряд з резиденцією.
- Водоспад, що розташоване за селищем Багсу.
- Бібліотека, що зберігає велике зібрання тибетських книг.
- Храм Сахаджа-йоги. Шлях до нього лежить через священне озеро.
- Дхарамкот, що розташоване за 14 км на вершині пагорба.
- Резиденція Кармапи.
- Інститут тибетської медицини та астрології Мен-ци-Кханг
- Інститут Норбулінка

## Галерея

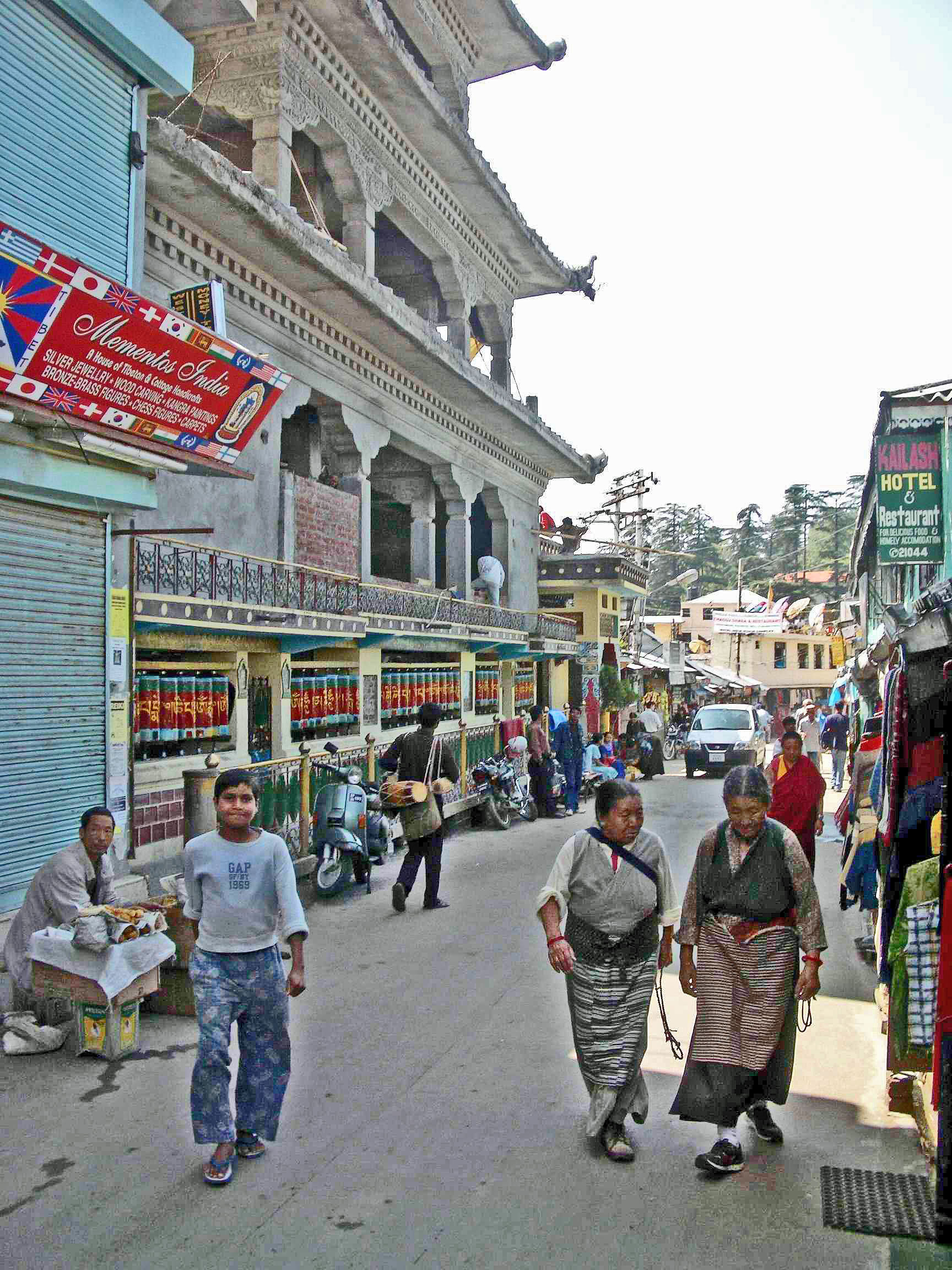
Головна вулиця Маклеод Ганджа
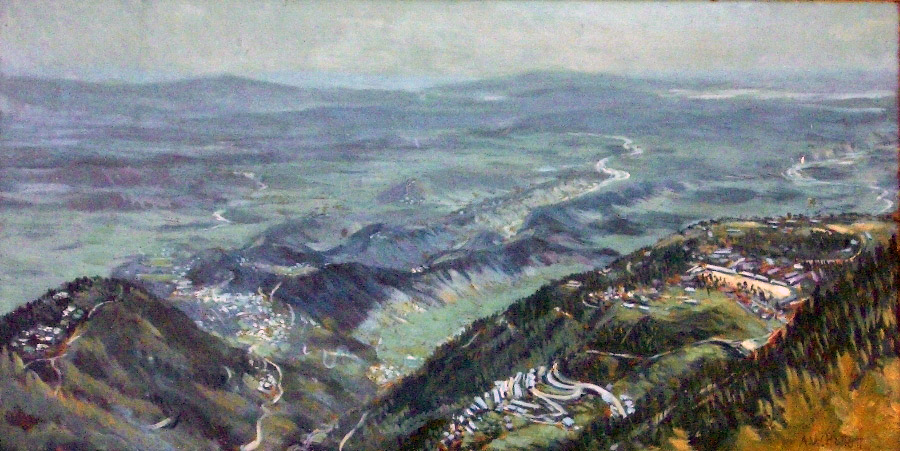
Вид з Дарамкоту: Маклеод-Ганджа, Нижня Дармсала та річка Біас. Ескіз Альфреда Голлетта, 1980
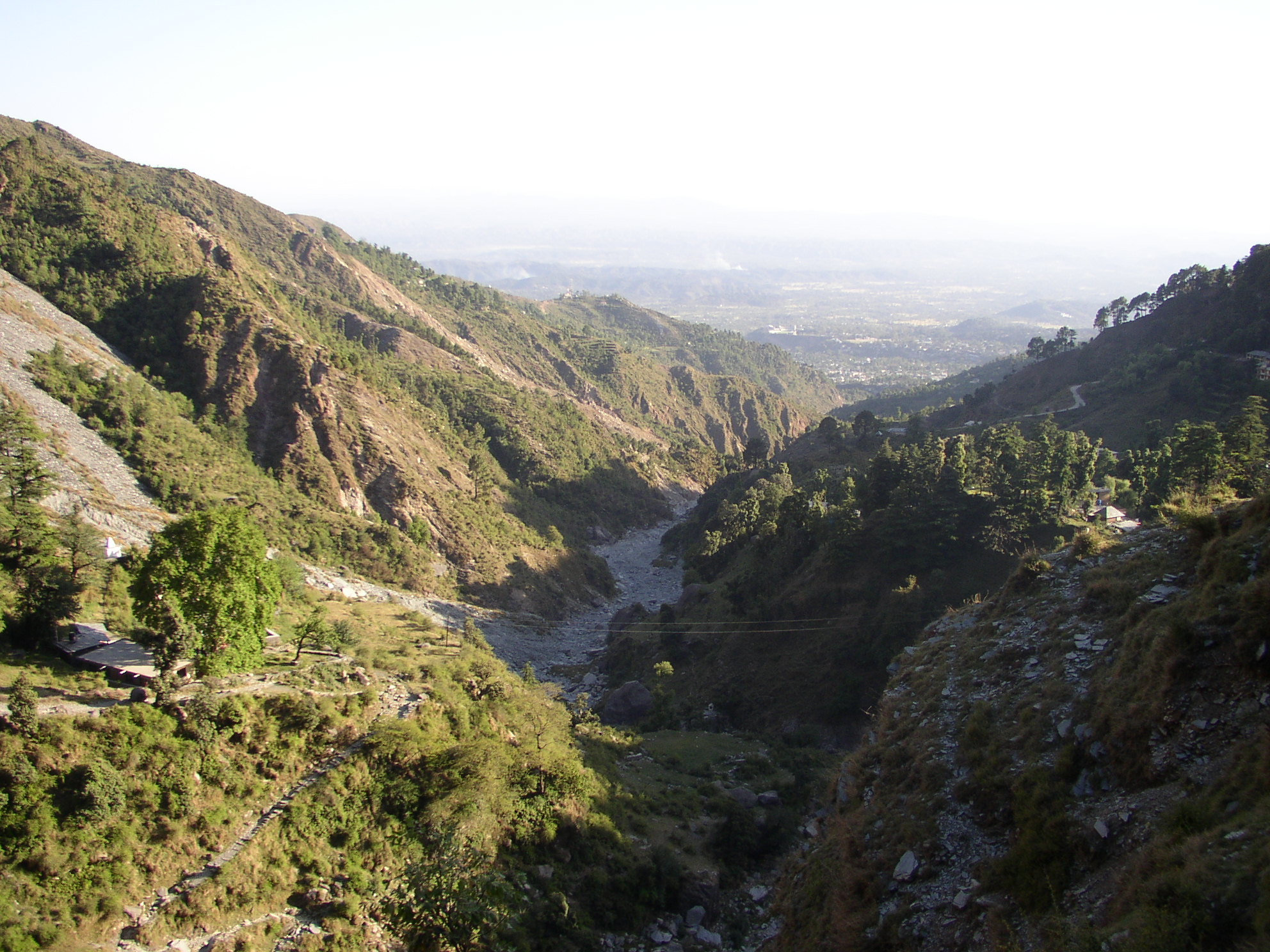
Вид на Дармсалу
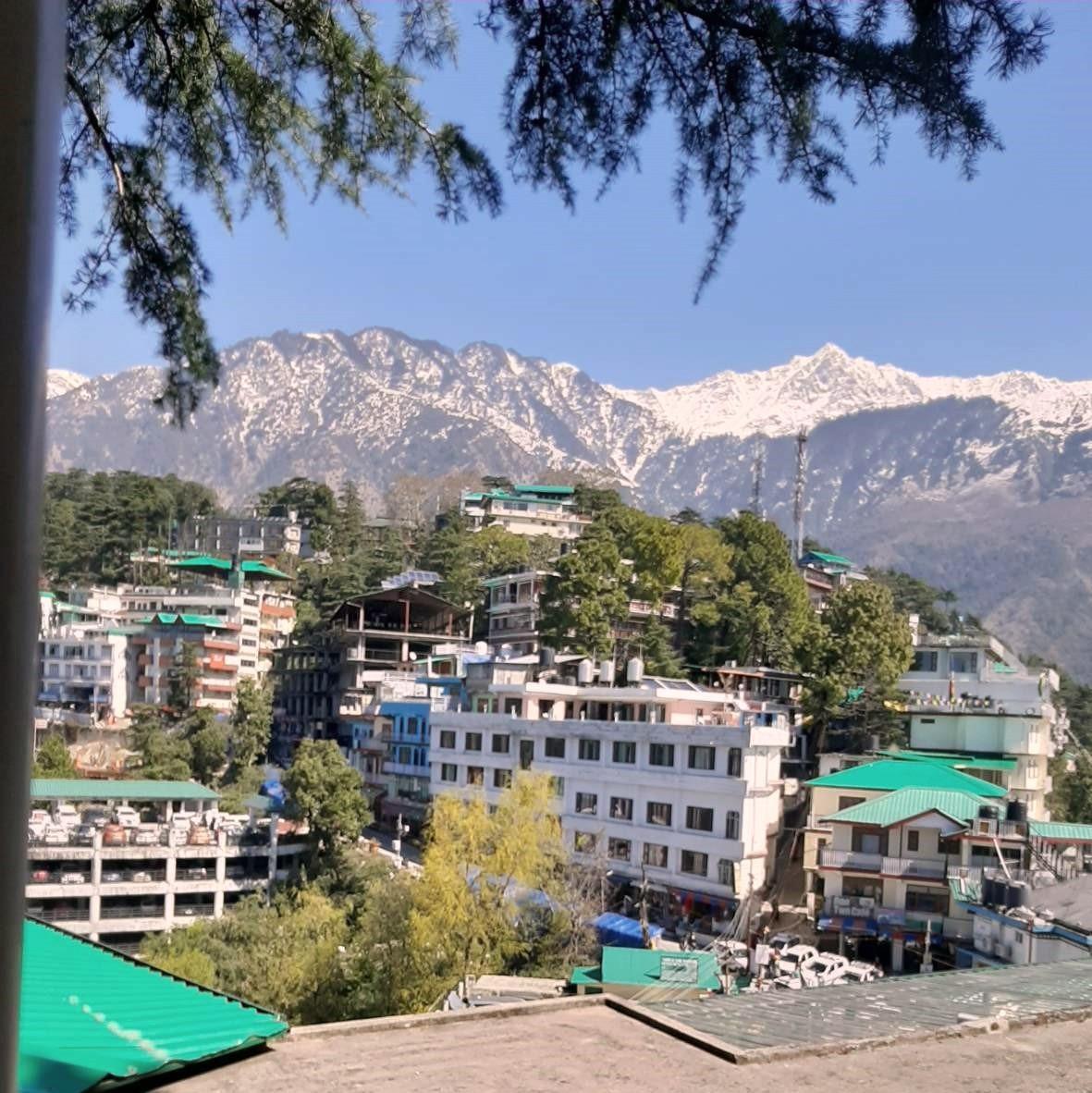
Житлові квартали міста на тлі Гімалаїв